# 三会堂ビル
三会堂ビル（さんかいどうビル）は、東京都港区赤坂1丁目にある建築物である。

## 歴史
1883年（明治16年）、大日本農会・大日本山林会・大日本水産会の三会は、農商務省から東京府京橋区木挽町（現在の東京都中央区銀座、歌舞伎座付近）の土地・建物の貸与を受け、事務所を開設した。1891年（明治24年）、赤坂区溜池町（現在の三会堂ビル所在地と同位置）に移転し合同の会堂を設けた。1898年にはこの会堂を「三会堂」と命名した。1904年（明治37年）には新たな三会堂ビルを新築したが、1923年（大正12年）9月1日の関東大震災により焼失した。この時、大日本水産会の会員で北洋漁業の先駆者であった石垣隈太郎から寄附の申し出があり、1926年（大正15年）1月6日に財団法人石垣産業奨励会を設立。1927年（昭和2年）、鉄筋コンクリート構造6階建の三会堂ビルが完成した。しかし、1945年5月25日に第二次世界大戦の戦火により建物内部が焼け、戦後は1958年10月まで米軍に接収された。接収が解除されたのち1959年から大日本農会・大日本山林会・大日本水産会をはじめとする農林水産関係団体が入居した。1964年12月14日、財団法人石垣産業奨励会を改組して、財団法人農林水産奨励会を設立するとともに、三会堂ビルの建替が計画された。1967年2月、鉄骨鉄筋コンクリート構造地上9階・地下3階建の現在の三会堂ビルが竣工した。

## 建築
白いプレキャストコンクリート製の立体的な格子状の外観が特徴的である。1階玄関ホールの内装はモザイクタイルで仕上げられ、片隅には朝倉文夫の制作による石垣隈太郎の銅像が建つ。天井や階段は曲面を多用している。9階は石垣隈太郎の名を冠した「石垣記念ホール」がある。ホールの内装は山林会を象徴する木材の内装材、9階の窓は水産会を象徴する船室風の丸みのある窓が使われている。ホール入り口付近には水玉状の天窓があり、自然光が差し込む。屋上は庭園があり、塔屋には農会を象徴する大麦のエンブレムが掲げられている。テナントは農林水産関係の団体が多く、2016年4月までは復興庁も事務所を置いていた。
地下は飲食店などが入る商店街となっており、関係者以外でも利用できる。建物の設計は佐藤兄弟建築設計であり、佐藤兄弟の父は1927年竣工の先代の三会堂ビルを設計している。
2014年には地下2階、地上20階、高さ99.5m、延床面積29,313m2のビルに建て替える計画が示されるとともに、ビルへの木材利用のアイディアを募集していた。その後、2023年8月から翌年7月まで約1年間かけて解体したのち、2024年7月から地下2階・地上19階建、延床面積約34,600m2の新たな建物が建設されることとなった。既存建物の解体と新建物の設計・施工は鹿島建設が担当し、2027年9月の竣工を予定している。